# 鳴門要塞
鳴門要塞（なるとようさい）は四国と淡路島の間の鳴門海峡周辺に作られた大日本帝国陸軍の要塞である。後に由良要塞に吸収される。

## 概要
鳴門海峡からの敵艦の進入を防ぐために造られた。紀淡海峡を守る由良要塞と共に大阪湾防衛を強固なものにした。
1897年3月、門崎砲台の建設に着手し、1900年4月、鳴門要塞設立。日露戦争開戦前に備砲工事も完了した。1903年5月由良要塞に合併する。

## 年譜
- 1897年（明治30年）3月 門崎砲台着工
  - 7月 笹山砲台着工
  - 10月 行者ヶ岳砲台着工
- 1899年（明治32年）8月 門崎砲台竣工
  - 12月 柿ヶ原堡塁砲台着工
- 1900年（明治33年）3月 笹山砲台・行者岳砲台竣工
  - 4月 鳴門要塞司令部設置
  - 5月24日 鳴門要塞司令部が淡路国福良駐屯由良要塞砲兵連隊第4大隊に開庁[1]。
- 1901年（明治34年）9月 柿ヶ原堡塁砲台竣工
- 1903年（明治36年）5月1日 由良要塞に合併。
  - 5月15日 鳴門要塞司令部が閉鎖となる[2]。

## 砲台
淡路島
- 門崎砲台
- 笹山砲台
- 行者ヶ岳砲台
- 柿ヶ原堡塁砲台

## 歴代要塞司令官
- （兼）多田寒水 砲兵少佐：1900年5月4日 - ※由良要塞砲兵連隊第4大隊長
- 小野田健二郎 砲兵少佐：1901年1月15日 -
- （兼）奈良武次 砲兵少佐：1901年11月3日 - ※由良要塞砲兵連隊第4大隊長
- （兼）上島善重 砲兵少佐：1903年2月16日 - 5月1日 ※由良要塞砲兵連隊大隊長

## 跡地
- 現在はほぼ同じ位置に鳴門大橋が架かっている。
- 要塞の遺構はほとんど残っていない。1970年に埋められ道の駅うずしおの前身の鳴門みさき荘が門崎砲台の上に建設された。改築の際に砲台が地盤から現れ老朽化で危険なため解体される予定だったが[3]、移築し保存する方向となった[4]。